# Уитон (город, Миннесота)
Уитон (англ. Wheaton) — город в округе Траверс, штат Миннесота, США. На площади 4,6 км² (4,6 км² — суша, водоёмов нет), согласно переписи 2002 года, проживают 1619 человек. Плотность населения составляет 351 чел./км².
- Телефонный код города — 320
- Почтовый индекс — 56296
- FIPS-код города — 27-69844[1]
- GNIS-идентификатор — 0654055[2]